# Dwergstern
De dwergstern (Sternula albifrons) is een zeevogel uit de familie van de meeuwen (Laridae) en de geslachtengroep sterns (Sternini).

## Verwantschap
Vroeger had de dwergstern de geslachtsnaam Sterna, deze naam is nu gereserveerd voor de grote, witte sterns. Verder werden vroeger nog twee ondersoorten onderscheiden, de Amerikaanse dwergstern en Saunders' dwergstern. Dit zijn nu twee aparte soorten: Sternula antillarum en S. saundersi.

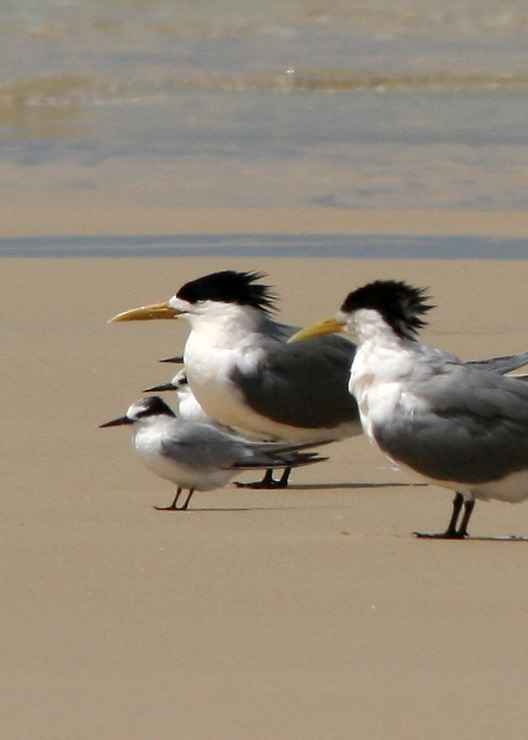
Dwergstern in winterkleed bij twee geelsnavelsterns

## Kenmerken
Het is een kleine stern, 21-25 cm lang en een spanwijdte van 41-47 cm. Hij heeft een zwarte kopkap, maar het voorhoofd is wit. De poten zijn geel en de snavel ook, maar met een zwarte punt. De staart is kort.

## Leefwijze
Zijn voedsel van deze in troepjes levende vogel bestaat uit vis, garnalen, wormen, insecten en schelpdieren. Daarvoor duikt hij vanaf grote hoogte in het water.

## Voortplanting
Een legsel bestaat uit 2 zandkleurig tot geelbruine eieren, die donkerbruin gevlekt zijn. Beide partners bebroeden de eieren.

## Verspreiding
De dwergstern komt voor aan de kusten en grote binnenwateren in Europa en tropisch en gematigde gebieden in Azië, Afrika en Australië. Het is een uitgesproken trekvogel die overwintert in subtropische en tropische oceanen in het zuiden van Afrika en Australië.

De vogel broedt op verlaten zandstranden en droogvallende platen in kustgebieden of in grote rivieren en andere binnenwateren in Groot-Brittannië en Ierland, langs de Noord- en Oostzeekusten, in Noord-Rusland en het Middellandse Zeegebied.
De soort telt drie ondersoorten:
- S. a. albifrons: van Europa en noordelijk Afrika tot centraal Azië.
- S. a. guineae: van Mauritanië tot Gabon.
- S. a. sinensis: van India en de Indische Oceaan via oostelijk en zuidoostelijk Azië tot Australië.

## Status
De dwergstern heeft een groot verspreidingsgebied en daardoor is de kans op de status kwetsbaar (voor uitsterven) gering. De grootte van de wereldpopulatie werd in 2015 geschat op 190.000 tot 410.000 individuen. De aantallen gaan achteruit door aantasting van het leefgebied, vooral de gelegenheden om te nestelen. Kustgebieden worden voorzien van infrastructuur of intensief gebruikt voor recreatie. De dwergstern (en de sterk verwante Saunders dwergstern en Amerikaanse dwergstern) zijn uitzonderlijk gevoelig voor verstoring. Echter, het geschatte tempo van achteruitgang ligt onder de 30% in tien jaar (minder dan 3,5% per jaar). Om deze redenen staat de dwergstern als niet bedreigd op de Rode Lijst van de IUCN. De dwergstern is beschermd krachtens het AEWA-verdrag.

### Status in Nederland en België
De dwergstern is tussen 1955 en 1967 enorm achteruitgegaan, mogelijk met een factor 10, van 1000 naar 100 broedparen. Deze vogel broedde vroeger op verlaten stranden, maar door de toenemende recreatie bestaan er nauwelijks nog verlaten stranden in Nederland. In die periode had de dwergstern ook veel te lijden door gechloreerde koolwaterstoffen in het water. Verder traden door de uitvoering van het Deltaplan enorme veranderingen op in het patroon van stromingen en droogvallende platen. Het Deltaplan heeft echter ook gunstige effecten op de stand van de dwergstern omdat nieuwe, tijdelijk geschikte zandplaten zijn ontstaan in onder meer de Grevelingen, Neeltje-Jansplaat en Volkerak-Zoommeer. Probleem hierbij is dat de dwergstern weer verdwijnt, zodra de platen begroeid raken.

Tussen 1990 en 2020 steeg het aantal broedparen geleidelijk. In 2004 werd dit geschat op 555 paar en in 2020 is dit verder toegenomen tot 1000-1025 paar. Belangrijke broedgebieden zijn de onbewoonde zandplaten in het Waddengebied en de Westerschelde. In Vlaanderen is het Sterneneiland een belangrijke biotoop. Door de enorme achteruitgang in de jaren 1960 en omdat de broedbiotoop van de dwergstern kwetsbaar is, staat hij ook als kwetsbaar op de Nederlandse rode lijst en als Ernstig bedreigd op de Vlaamse rode lijst.

## Video
- Dwergstern met jongen
- Dwergstern met jong; Zandkes op Texel, 2009